# 孟昭亮
孟昭亮（1916年—1980年4月28日），湖北石首天府庙人，中国人民解放军将领，中华人民共和国官员。

## 生平
早年参加中国工农红军，随父孟广春转战于石首、公安、洪湖等地，父亲战死后，参加红军长征，担任红二军团政治保卫局侦察员。抗日战争时期，任过旅锄奸科长、军区政治保卫部长、组织部长。第二次国共内战期间，担任晋绥军区独立三旅政委，第一野战军八师政委，参加过云城、太原战役、西安战役等。中华人民共和国成立后，担任政务院人事局副局长和公安部八局（中共中央办公厅警卫局）副局长。1953年，任公安部十一局局长。1959年9月，调任中共青海省委常委、青海省副省长。1963年10月，被株连，降任陕西兴平县委副书记。文化大革命期间受到迫害入狱，之后出狱平反，起用公安部第六局局长。1980年4月28日，因病去世。 